# 2004年夏季奥运会中国举重队
参加希腊雅典，第廿八届夏季奥运会的中国代表团举重队共计17人，其中运动员10人，官员7人，领队马文广，副领队董生辉。奥运举重项目分设15个小项，男、女分别为8和7块金牌，中国队参赛有9个。
- 教练员5人：陈文斌、王国新、李顺柱、马文辉、郭建军
- 翻译：王 艳（女）
- 运动员10人：李 卓（女）、陈艳青（女）、刘春红（女）、唐功红（女）、吴美锦、乐茂盛、石智勇、张国政、占旭刚、袁爱军。

## 成绩
2004年雅典夏季奥运会的中国举重队共获得5块金牌、3块银牌总计8块奖牌，位居这次希腊雅典奥运会中国各项奖牌总数第二位。中国队赛前的目标是“女子保三争四、男子保一争二”；男子举重的56、62和69公斤级是中国队的强项，女子举重一直是中国队的优势，就连不能参赛留守家中的运动员都具备夺金实力；2000年悉尼夏季奥运会上，中国队夺走了女举全部七枚金牌中的四枚，2003年在加拿大进行的世界举重锦标赛中国队总共夺得19枚金牌。从这次雅典奥运的比赛过程来看举重遭到了严重挑战，特别是参加的女子举重项目丢了一枚金牌，因此中国举重优势已经被缩小。从结果来看，男举实现突破获得2块金牌、女队冒险取三金。

## 女子举重
奥运女子举重7个项目，中国队确认把握最大的4个中小级别参赛，开赛首日48公斤级的李卓便在比赛中输给土耳其对手泰兰5公斤，并且泰兰还破了世界纪录。58公斤级的陈艳青也赢的较惊险。而赢得最轻松的是三破世界纪录的刘春红。
- 女子48公斤级（女子48公斤级以下级）：李卓205.0（92.5+112.5）列第二名，距离第一名土耳其的塔伊兰5公斤；
- 女子58公斤级（女子53-58公斤级）：陈艳青第一名，成绩为237.5(107.5+130.0)，超第二名朝鲜的李成姬5公斤；
- 女子69公斤级（女子63-69公斤级）刘春红275.0（122.5+152.5），创世界纪录，超第二名匈牙利克鲁泽勒12.5公斤；
- 女子75公斤以上级（75公斤以上）：唐功红第一名，成绩305.0 世界纪录（122.5+182.5）世界纪录；超过第二名韩国张美兰2.5公斤。

## 男子举重
奥运男子举重8个项目，这次参赛有5个项目。中国队的优势集中在中小级别上，与女子举重相比有很大距离，除了被称为中国男子举重“异类的105公斤级的崔文华以外，重量级还没有能够在世界比赛占一席之地的人。被誉为中国举重形象代言人的占旭刚曾夺得1996年亚特兰大 男子70公斤级和2000年悉尼奥运会男子77公斤级冠军，这位30岁的老将在抓举比赛中一连三把都没能举起157·5公斤，在雅典告别冲击“奥运三连冠”的旅程。
- 男子举重56公斤级（男子56公斤级以下级）：吴美锦287.5（130.0+157.5）列第二名，距离第一名土耳其穆特鲁7.5公斤；
- 男子62公斤级（男子56-62公斤级）：石智勇325.0（152.5+172.5）、乐茂盛312.5（140.0+172.5），分别为第一和第二名；
- 男子69公斤级（男子62-69公斤级）：张国政347.5（160.0,+187.5），第一名；超过第二名韩国的李培永5公斤；
- 男子77公斤级（男子69-77公斤级）：占旭刚，未完成；
- 男子85公斤级（男子77－85公斤级）：袁爱军372.5（167.5+205.0）列第五位，距离第一名格鲁吉亚的阿桑尼泽10公斤。

| 参加2004年夏季奥林匹克运动会的中国代表团各主要参赛项目 |      |      |        |        |      |          |      |
| 跳水                                                   | 举重 | 射击 | 乒乓球 | 羽毛球 | 田径 | 跆拳道   | 柔道 |
| 游泳                                                   | 网球 | 体操 | 摔跤   | 皮划艇 | 排球 | 花样游泳 |      |